# Министерство финансов Челябинской области
Министерство финансов Челябинской области (Минфин Челябинской области) — орган исполнительной власти, обеспечивающий выработку и проведение единой государственной политики в финансовой, бюджетной и налоговой сферах региона. Входит в состав правительства Челябинской области, которым руководит высшее должностное лицо субъекта РФ — губернатор.

## Компетенция министерства
Минфин Челябинской области ответственен за выработку и реализацию бюджетной политики, обеспечивающей бюджетную устойчивость региона. Основные направления работы ведомства — формирование бюджетной и налоговой политики, а также организация бюджетного процесса в регионе.
Бюджетная и налоговая политика Челябинской области базируется на:
- основных направлениях федеральной бюджетной и налоговой политики;
- бюджетном послании и указах Президента РФ;
- стратегии развития Челябинской области;
- послании губернатора Законодательному Собранию Челябинской области.

Организация бюджетного процесса включает в себя:
- составление проекта областного бюджета Челябинской области;
- исполнение областного бюджета Челябинской области;
- работа с доходной базой бюджета Челябинской области;
- управление госдолгом Челябинской области;
- формирование бюджетной отчетности;
- организация межбюджетных отношений в Челябинской области;
- правовое обеспечение бюджетного процесса в Челябинской области;
- защита интересов областной казны.

В рамках своей компетенции минфин Челябинской области взаимодействует с Министерством финансов Российской Федерации, Федеральным казначейством, Федеральной налоговой службой и другими федеральными органами исполнительной власти, их структурными подразделениями и территориальными органами.
Кроме того, минфин Челябинской области взаимодействует с Центральным банком России, Законодательным Собранием Челябинской области, Главным контрольным управлением Челябинской области, Контрольно-счетной палатой Челябинской области, органами исполнительной власти и местного самоуправления Челябинской области, с кредитными и иными организациями по вопросам, находящимся в компетенции министерства.

## История министерства и его руководители
Появление первого финансового органа — предшественника современного министерства финансов Челябинской области — датируется 22 сентября 1919 года. В этот день Революционный комитет Челябинской губернии принял постановление об открытии финансового отдела, который возглавила народный комиссар Ольга Коган — первый организатор вновь созданной системы.
С изменением административно-территориального деления губернский финансовый отдел преобразовался в окружной, затем в районный, а в 1935 году после образования Челябинской области появился областной финансовый отдел. Спустя почти 50 лет, в 1982 году, областной финотдел преобразован в финансовое управление Челябинского облисполкома.
В 1990 году из состава финуправления вышла Государственная налоговая служба, которая стала обособленно осуществлять контроль за правильностью исчисления, полнотой и своевременностью поступления налогов и платежей в бюджет.
Согласно исторической справке, размещенной на сайте министерства финансов Челябинской области, 20 января 1992 года на фоне изменения административной системы страны финансовое управление Челябинского облисполкома вошло в структуру вновь созданной Администрации Челябинской области. Кардинальных изменений в функциях нового управления не произошло. При этом оно стало подчиняться как главе Администрации области, так и Министерству финансов РФ (сейчас министерство не подчиняется федеральному Минфину).
В октябре 1993 года Челябинское областное финансовое управление было переименовано в Главное финансовое управление администрации области.
Спустя пять лет, в 1998 году, из состава финоргана вышло еще одно подразделение — контрольно-ревизионное управление. Став самостоятельным ведомством, оно сосредоточилось на контроле за соблюдением бюджетного законодательства и расходованием бюджетных средств.
Летом 2004 года, в результате реорганизации главного финансового управления, появилось министерство финансов Челябинской области. В этот период и до апреля 2010 года финорганом руководила Виктория Голубцова.
С апреля 2010 года и по сей день должность министра финансов занимает Андрей Пшеницын. В связи со сменой губернатора Челябинской области с 21 марта 2019 года министр и его заместители работают в статусе исполняющих обязанности. 24 сентября 2019 года губернатор Челябинской области Алексей Текслер переназначил руководство регионального минфина, оставив на своих постах Андрея Пшеницына и его заместителей.
Руководители финансового органа Челябинской области с 1919 года по настоящее время:
- 1919 год — Ольга Ефремовна Коган
- до 1934 года — А. И. Семенов, Матвей Конышев, Н. Т. Чашин, М. Н. Пьянков, Шилов, Яков Теумин
- 1934—1937 — Иван Дмитриевич Дичев
- 1938 −1943 — Василий Васильевич Сосновский
- 1943 −1950 — Александр Иванович Коршунов
- 1950—1977 — Федор Александрович Кульшарыпов
- 1977—1982 — Александр Григорьевич Семыкин
- 1982—1986 — Михаил Иосифович Чемодуров
- 1986—1993 — Альфред Галимович Галимов
- 1993—1997 — Александр Евгеньевич Прокин
- 1997—2000 — Альфред Галимович Галимов
- 2000—2002 — Игорь Александрович Сербинов
- 2002—2010 — Виктория Георгиевна Голубцова
- 2010—2025 — Андрей Вадимович Пшеницын
- 2025  — наст. время — Иван Александрович Родионов

## Периоды реформ
В новейшей истории финансовой системы Челябинской области, которую принято отсчитывать с начала 2000-х годов, было несколько периодов. Они ознаменовались различными реформами.
В 2001 году Челябинская область вошла в число регионов, участвовавших в совместном проекте Минфина России и Международного банка реконструкции и развития по реформированию региональных финансов. В рамках проекта был реализован комплекс мероприятий по совершенствованию системы управления государственным долгом и процедур закупок для государственных нужд, внедрены новые формы финансового планирования, произошел переход на международные стандарты финансовой отчетности. Эти мероприятия позволили оптимизировать бюджетные расходы и повысить качество управления финансами региона. В итоге Челябинская область стала одним из трех регионов-победителей этого проекта и получила грант.
В 2004 году Челябинская область  перешла на казначейскую систему исполнения бюджета. Бюджетный процесс был автоматизирован, в регионе появились единые принципы построения методологии и программного обеспечения процесса исполнения бюджета на областном и муниципальном уровнях. После была проведена муниципальная реформа, результатом которой стало формирование нового уровня бюджетной системы — бюджетов поселений. Была подготовлена необходимая нормативно-правовая база, пересмотрены принципы межбюджетных отношений областного и местных бюджетов, разработан механизм финансирования муниципальных полномочий, решены организационные и кадровые задачи. В итоге к 1 января 2006 года в регионе были сформированы и приняты бюджеты 43 городов и районов, а также 270 поселений.

## Кадровый состав
По данным на февраль 2025 года, штатная численность минфина Челябинской области составляет 184 человека.
Возрастные характеристики сотрудников:
- до 30 лет — 14%;
- от 30 до 39 лет — 24%;
- от 40 до 49 лет — 37%;
- от 50 до 59 лет — 21%;
- от 60 до 65 лет — 3%.
- 66 и старше — 1%.

Профессиональная подготовка сотрудников:
- высшее образование — 166 человек (90%);
- ученая степень «кандидат наук» - 3 человека (2%);
- нагрудный знак «Отличник финансовой работы» — 8 человек (4%);
- почетное звание «Заслуженный экономист Челябинской области» — 3 человека (2%).

## 100-летие финансовой системы Челябинской области
100-летие финансовой системы Челябинской области пришлось на сентябрь 2019 года.
Финансовая система региона состоит из областного бюджета, бюджетов 16 городских округов, 27 муниципальных районов, 7 внутригородских районов и 269 поселений, а коллектив финансистов всей области насчитывает более 1400 человек. Цикл юбилейных мероприятий, посвященных 100-летию финансовой системы региона, организовал минфин Челябинской области.
Стартовали они в мае 2018 года с закладки «Сквера финансистов» в центре Челябинска. Сотрудники ведомства провели субботник в центральной части парка Алое поле и высадили молодые деревья. Саженцы получили символичные названия — «липа бюджетная», «рябина доходная», «клен сбалансированный». Финансисты продолжают следить за состоянием деревьев и чистотой сквера.
Еще одним событием, посвященным юбилейной дате, стала экспедиция команды областного минфина на Эльбрус. Семь сотрудников ведомства покорили одну из высочайших вершин мира 30 июля 2018 года и развернули на пике горы флаг ведомства. Этому событию посвящен фильм «Эльбрус. Экспедиция над облаками», закрытый показ которого прошел 27 ноября 2018 года. Премьера фильма по местному телевидению состоялась 3 декабря 2018 года на канале ОТВ.
В марте 2019 года региональные финансисты посвятили юбилею финансовой системы масленичные гуляния в челябинском парке им. Ю. А. Гагарина. Также в числе событий, организованных минфином области к юбилейной дате, экскурсии для студентов вузов по министерству, конференция для муниципальных финансистов.

## Вклад министерства в социально-экономическую стабильность Челябинской области
Результаты работы министерства финансов Челябинской области влияют на позиции региона в различных федеральных и международных рейтингах.
Дважды в год аналитики рейтинговых агентств Fitch Ratings и АКРА оценивают финансовую политику Южного Урала, присваивая ей кредитный рейтинг на ближайшее полугодие.
В частности, как отмечают аналитики международного агентства Fitch Ratings, присвоенные Челябинской области рейтинги говорят о стабильности бюджетных показателей и высокой кредитоспособности субъекта. Кроме того, они соответствуют суверенным рейтингам страны и в случае более позитивных оценок в отношении России могут быть пересмотрены в лучшую сторону. В марте 2019 года Fitch Ratings подтвердило рейтинг Челябинской области в иностранной и национальной валютах на уровне «BBB-», улучшив прогноз по нему со «Стабильного» на «Позитивный». В августе 2019 года Fitch Ratings автоматически повысило кредитный рейтинг региона до «BBB» после аналогичного повышения суверенного рейтинга страны.

Глава министерства финансов Челябинской области Андрей Пшеницын:
«В большей степени рейтинг строится на анализе бюджетных показателей — доходы, расходы, госдолг, текущий баланс бюджета и другие. Чем выше рейтинг, тем выше способность региона исполнять свои обязательства даже при возникновении рисков в экономике. Банкам и инвесторам он позволяет оценить надежность вложения своих средств, создает для этого благоприятные условия. Челябинская область входит в число десяти регионов, имеющих рейтинг Fitch на уровне суверенного рейтинга России».
Российское аналитическое агентство АКРА в июне 2019 года вновь подтвердило финансовую стабильность региона, сохранив Челябинской области кредитный рейтинг на уровне AA-(RU) с прогнозом «Позитивный». Давая оценки, аналитики приняли во внимание минимальную долговую нагрузку субъекта и высокий уровень ликвидности регионального бюджета.
С 2009 года Минфин России оценивает качество финансового менеджмента в регионах. По итогам комплексной оценки федеральное ведомство делит субъекты РФ на группы с высоким, надлежащим и низким качеством управления региональными финансами. Согласно утвержденной методике, ведомство интересует семь направлений: планирование и исполнение бюджета, управление госдолгом и финансовые взаимоотношения с муниципалитетами, управление госсобственностью и оказание госуслуг, а также степень прозрачности бюджетного процесса и выполнение социальных указов президента. Результаты мониторинга ежегодно публикуются на официальном сайте Минфина России. Челябинская область не покидает первую — лидирующую группу регионов — на протяжении всего периода, что существует рейтинг.
Ежегодно агентство РИА Рейтинг оценивает регионы по уровню долговой нагрузки (отношение госдолга субъекта к налоговым и неналоговым доходам) и составляют рейтинг, на первых позициях которого — регионы с минимальной долговой нагрузкой на бюджет. По итогам 2018 года Челябинская область входит в двадцатку субъектов с минимальными показателями долговой нагрузки и занимает 16 место в соответствующем рейтинге.

## Критика финансовой политики Челябинской области
В ноябре 2016 года Счетная палата России выступила с критикой финансовой политики ряда регионов. Ведомство провело проверку в Московской, Самарской, Саратовской, Ярославской, Челябинской областях и зафиксировало значительный рост расходов на обслуживание коммерческих займов в 2014 — 2015 годах. Также аудиторы обозначили ряд ситуаций, когда, по их мнению, субъекты неэффективно использовали кредитные средства банков и федерального бюджета. Например, получали льготные бюджетные кредиты, при этом размещая собственные средства на депозитах. Минфин Челябинской области не согласился с претензиями аудиторов, публично указав на несоответствие реальных фактов и сделанных в отношении региона выводов. Комментируя результаты проверки в СМИ, глава южноуральского минфина Андрей Пшеницын назвал несправедливым тот факт, что из-за вольных интерпретаций отдельных проверяющих ставится под сомнение компетентность областных финансистов.
На региональном уровне критиковались приверженность консервативному, а не оптимистичному подходу при формировании областного бюджета на очередной финансовый год, сдержанное отношение к получению коммерческих кредитов на развитие и частые корректировки главного финансового документа Челябинской области.